# 终极波音747策略
终极波音747策略（Ultimate Boeing 747 Gambit）是对神创论（或智能设计论）的一种反驳策略，属于归谬法。它由著名演化生物学家、科普作家理查德·道金斯在他2006年出版的《上帝错觉》一书第四章中提出。
神创论或智能设计论者以垃圾場龍捲風为论点，批判生命起源和物种进化理论，认为生命自发产生的概率低到不可思议，因此造物主的存在会更合理解释生命起源，“终极波音747策略”一词则是为回应这一论点而创作。
道金斯认为，垃圾场龙卷风的逻辑是自相矛盾的，因为神创论者引入了造物主这一概念，由此不得不解释造物主是否是某种创造产物。如果是，神又如何被创造。
他主张，如果地球上高度复杂的生命体像垃圾场自发生成的波音747一样难以置信，则更加复杂的神（造物主）则是「终极波音747」，需要远比前者难以置信的东西来解释其存在。